# Ноккер
Ноккер (англ. Knocker, Knacker), Бка, (валл. Bwca — уэльский вариант), Букка (корн. Bucca — корнуэльский вариант) или Томминоккер (Tommyknocker — американский вариант) — мифологическое существо валлийского, корнского и девонского фольклора. Эквивалент ирландских лепреконов и англо-шотландских брауни.

## В фольклоре
Ростом около 60 сантиметров, однако отнюдь не уродливые. Живут под землёй, носят маленькие шахтёрские робы и совершают мелкие пакости, вроде воровства оставленных без присмотра инструментов и еды.
Английское название происходит от англ. knock — стучать, звуков якобы постукивания по стенам шахты, которые слышны перед обвалами — фактически это звук от содрогания земли и древесных пород перед тем, как случится обрушение. Некоторые шахтёры полагают, что ноккеры — это недоброжелательные духи, которые стучат по стенам шахты, что, в свою очередь, и приводит к обвалам. Однако другие шахтёры, которым посчастливилось встретить ноккеров вживую, уверены, что те — всего лишь безобидные шутники, а своими стуками они наоборот предупреждают рабочих о неизбежной катастрофе.

## В массовой культуре
- Томминокеры — роман Стивена Кинга в трёх частях.
- Томминокеры: Проклятье подземных призраков — американский мини-сериал 1993 года, экранизация романа Стивена Кинга.